# Blas de Prado
Blas de Prado (Camarena, província de Toledo, c. 1545 - 1599) va ser un destacat pintor manierista espanyol, nascut probablement a Camarena (Toledo), que va treballar per a la construcció de la Catedral de Toledo i d'altres esglésies del seu arquebisbat, així com per al rei Felip II i el xerif de Fes a qui, entre altres obres, li va realitzar el retrat de la seva filla. Es creu que va tenir com a mestres, segons Antonio Palomino, a Alonso Berruguete i, segons l'historiador Juan Agustín Ceán Bermúdez, el pintor toledà Francisco de Comontes.
Els elogis que li van dedicar els seus contemporanis, segons recullen les fonts literàries, atesten el prestigi del que va gaudir en el seu temps, encara que són molt poques les obres de la seva autoria que s'han conservat. La forta influència italiana que s'adverteix en elles, una vegada descartat un possible viatge a Itàlia, s'explicaria per les seves relacions amb el monestir de l'Escorial i la utilització d'estampes d'aquella procedència.

## Biografia
Fill d'Alfonso Martínez i de Juana Rodríguez, de Prado va néixer, com la resta dels seus germans, a Camarena o, segons Antonio Palomino –la informació del qual és en aquest cas poc fiable– a la mateixa ciutat de Toledo. També l'historiador Gómez Menor considera que va néixer a Toledo i dona la data del 3 de febrer de 1545, dia de la festa de sant Blai, el seu patró, pel costum que havia de posar el sant del dia del naixement.
Consta que el 1583 es trobava a Toledo, on va contractar una sèrie de retrats de la família reial per decorar un dels arcs de triomf amb el qual la ciutat va rebre les relíquies de Santa Leocàdia portades des de l'abadia de Sant Gislem (Mons). L'absència de notícies anteriors a aquesta data i els trets italianitzants de la seva pintura van fer pensar en un viatge a Itàlia en la dècada de 1570, del qual no existeix confirmació documental.
El 1586 de Prado va treballar en la restauració dels frescs pintats per Juan de Borgonya a la Sala Capitular de la Catedral de Toledo, on entre 1591 i 1592 va pintar els escuts d'armes dels prelats i les seves inscripcions; així ho demostren diversos documents de l'arxiu de la catedral, en els quals es dona per conclosa l'obra amb el cobrament final per part de Blas de Prado el 2 de març de 1592.
Entre 1589 i 1590 va ser elegit al monestir de l'Escorial per realitzar la taxació de les pintures de Pellegrino Tibaldi i d'altres mestres italians, així com dels «adorns» fets per la Santa Margarida de Ticià i d'una còpia d'El Sant Sopar de Leonardo da Vinci. Anomenat «segon pintor» –després de Luis de Velasco– de la catedral toledana, va contractar entre 1589 i 1593 nombrosos retaules per a esglésies de Toledo i de Madrid.
Antonio Palomino assegura que Juan Sánchez Cotán va ser deixeble de Blas de Prado a Toledo, amb qui «es va avantatjar en pintar fruites». Encara que no s'hagi pogut confirmar documentalment, aquesta relació d'aprenentatge és versemblant. Prado, que va realitzar freqüents viatges al monestir de l'Escorial, va assimilar les tendències manieristes que allà es practicaven i hauria estat, segons les fonts literàries, el creador de la natura morta espanyola, encara que cap procedent de la seva mà s'hagi conservat.
Enviat per Felip II, a qui el sobirà de Fes hauria demanat que li fes arribar un famós pintor, el maig de 1593 va emprendre viatge al Marroc amb l'encàrrec de retratar els membres de la cort, viatge que va ser finançat pel VII duc de Medina-Sidonia, Alonso Pérez de Guzmán. Aquest viatge, sens dubte el fet més notable de la seva biografia, degué deixar una profunda empremta entre els seus contemporanis i d'aquesta manera, encara el 1629, era recordat per Lope de Vega en el seu memorial en defensa de l'art de la pintura:
| « | El Rey de Fez escribió al señor Felipe II le enviase un Pintor y le respondió que en España había dos suertes de Pintores; unos vulgares y ordinarios y otros excelentes e ilustres (…) y otros eran razonables, y otros malos ¿y que cuál de aquellos quería? Respondió el Moro que para los Reyes siempre se había de dar lo mejor. Y así fue a Marruecos Blas de Prado Pintor Toledano de los mejores de nuestra edad, a quien el Moro recibió con honras extraordinarias. | » |

| « | El Rei de Fes va escriure al senyor Felip II que li enviés un Pintor i li va respondre que a Espanya hi havia dues sorts de pintors: uns vulgars i ordinaris i d'altres excel·lents i il·lustres (…) i d'altres eren raonables, i d'altres dolents, i que quin d'aquells volia? El Moro va respondre que per als Reis sempre s'havia de donar el millor. I així va anar al Marroc Blas de Prado, Pintor toledà dels millors de la nostra era, a qui el Moro va rebre amb honres extraordinàries». | » |
| — Lope de Vega, Memorial informatorio por los pintores en el pleito (…) sobre la exempción del arte de la pintura | |   |

De Prado degué romandre al Marroc fins a finals de 1598 o començaments de 1599. Palomino diu que «quan va tornar, va venir vestit d'africà, i per algun temps el van veure menjar a terra sobre coixins, o coixins de sala, a la usança morisca. Vingué molt ric, i amb grans i excel·lents joies». De l'insòlit viatge i de la fàcil adaptació del pintor al país se'n va fer ressò també l'aragonès Jusepe Martínez, que creia que Blas de Prado va retornar al Marroc en no sentir-se tan estimat a Espanya com en la seva nova pàtria, morint allà:
| « | El rey de Fez tenía suplicado a la Magestad de Felipe II le enviase un famoso pintor, el cual le envió a un hijo de Toledo llamado Blas de Prado, escelente retratador y colorista: recibiólo el rey de Fez con mucho aplauso, hízole hacer muchas obras y después de algunos años pidióle licencia para volverse a Madrid; diósela y con crecidos intereses, pero visto que en Madrid aunque era estimado, no era tanto como lo estimaba el rey de Fez, determinó de volverse comprando para el rey algunas alhajas de gusto, no usadas por allá, de lo cual le resultó mayores favores, en donde dicen que acabó sus días. | » |

| «                                                                           | El rei de Fes suplicava a la Majestat de Felip II que li enviés un famós pintor, el qual li va enviar un fill de Toledo anomenat Blas de Prado, excel·lent retratador i colorista: el rei de Fes el rebé amb molt aplaudiment, li feu fer moltes obres i després d'alguns anys el pintor li demanà llicència per tornar a Madrid; la hi donà i amb grans interessos, però vist que a Madrid, encara que era estimat, no ho era tant com l'estimava el rei de Fes, va determinar que tornaria comprant per al rei algunes joies de gust, no gaire corrents per allà, i d'això li van resultar encara més grans favors; allà diuen que va acabar els seus dies. | » |
| — Jusepe Martínez, Discursos practicables del nobilisimo arte de la pintura | |   |

A Madrid no trigaria a reprendre els seus contactes amb les esglésies de l'arquebisbat de Toledo, perquè ja al març se'l trobà contractant amb Pedro Ruiz de Elvira el daurat del retaule de Villarrubia de los Ojos. Una mica més tard, al juliol, Sánchez Cotán se li va oferir com a fiador de l'obra que desitjava contractar a Madridejos, però el mateix any 1599 va morir a Madrid, deixant com a hereva a la seva mare.
Segons el testament de Sánchez Cotán, datat de 1603, consta que a la seva mort tenia alguns deutes amb aquest pintor, la qual cosa sembla desdir les llegendàries riqueses amb les quals hauria retornat del regne de Fes.

## Estil
Les obres conservades de Blas de Prado són en gran part de tema religiós, tot i que autors de la seva pròpia època com Francisco Pacheco o Jusepe Martínez el cataloguen com un bon retratista i pintor de natures mortes. Al seu pas per Sevilla camí del Marroc el va conèixer el primer dels dos, qui explica al seu llibre Arte de la pintura que «quan va passar al Marroc per ordre del Rei, portava uns llenços de fruites, que jo vaig veure, molt ben pintats». L'afirmació de Pacheco, per la data en què va haver de succeir i la seva condició de mestre de Juan Sánchez Cotán, situen a Blas de Prado als orígens de la natura morta espanyola, encara que cap obra de la seva mà s'hagi conservat fins a l'actualitat. Igualment són lloades les seves obres pels experts Antonio Palomino, Antonio Ponz i Céan Bermúdez.
|  |  |

A la seva primera obra signada del Davallament de Crist s'hi aprecia una influència italiana, concretament a la part central del llenç, amb la Pietat florentina de Miquel Àngel conservada al Museu dell'Opera del Duomo (Florència). Al quadre del Davallament hi apareix la tècnica del clarobscur, i el Crist sostingut per sant Nicodem a les dues obres és com una figura «serpentinata» —amb forma d'essa— pròpia del manierisme.
Aquest pintor toledà no va poder mantenir-se aliè a la influència d'el Greco, que s'aprecia sobretot a la figura corresponent a santa Leocàdia del retaule per a la capella de l'església de Talavera de la Reina. A la petita taula de l'àtic d'aquest retaule, que representa una Mare de Déu amb Infant, s'hi aprecia alguna afinitat amb les obres del pintor Antonio da Correggio.

## Obres

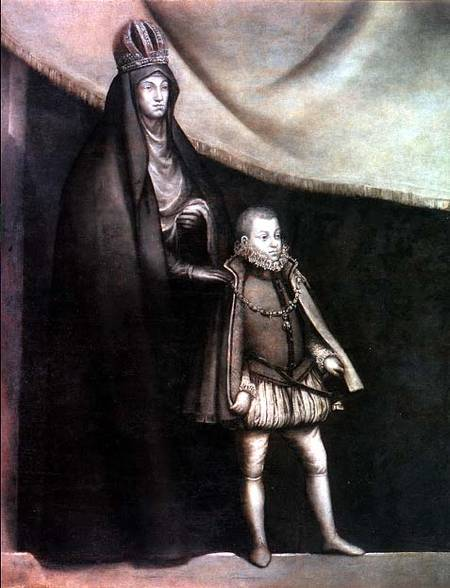
L'emperadriu Maria i Felip III príncep. Museu de Santa Cruz, Toledo

- L'emperadriu Maria i Felip III príncep (205 x 169 cm), Toledo, Museu de Santa Cruz, grisalla pintada pels arcs aixecats ea la ciutat de Toledo per rebre les relíquies de Santa Leocàdia, amb el retrat d'Isabel Clara Eugènia conservat al mateix museu i d'altres obres perdudes. Els retrats dels membres de la família reial es van encarregar a Alonso Sánchez Coello «perquè ací Blas de Prado les imiti en l'arc».[20][21]
- Epifania, a l'Arxiu de Recuperació del Museu del Prado catalogat amb el número 6671. Representa una composició semblant a la posterior «Sagrada Família del mestre Villegas», amb la figura de la Mare de Déu amb l'Infant en primer terme que rep l'adoració dels Mags; en un segon pla apareix la imatge de sant Josep.[20]
- La Sagrada Família amb sant Ildefons, sant Joan Evangelista i el mestre Alonso de Villegas (209 x 165 cm), Madrid, Museu del Prado. Datat el 1592, la pintura va ser realitzada per encàrrec d'Alonso de Villegas, autor d'un Flos Santorum (1578-1594) molt utilitzat per predicadors i pintors. L'any 1818 es trobava al Palau Reial de Madrid, d'on va passar al Museu del Prado. A la figura de la Mare de Déu s'hi ha advertit una estreta relació amb una altra de Gerolamo Muziano gravada per Villamena, mentre el color és venecià.[22] Al retrat del donant es poden advertir els dots de retratista de l'autor, elogiats pels seus contemporanis.[23]
- Davallament de Crist (345 x 240), Catedral de València. Una inscripció moderna indica que el quadre procedeix de l'església de Sant Pere de Madrid, on va ser vist per Antonio Palomino que la descriu com «excel·lent». El 1810 va ser regalat a la catedral de València per Carles IV d'Espanya. El grup central constitueix una transposició al llenç de la Pietat florentina de Miquel Àngel per a Santa Maria dei Fiori, a Florència, amb l'afegitó de tres figures femenines.[20][24]
- L'aparició de santa Leocàdia a sant Ildefons i el rei Recaredo (266 x 156 cm), en un retaule de la capella del canonge Alonso Paz a l'església col·legial de Santa María la Mayor, a Talavera de la Reina (Toledo). A l'àtic, pintura sobre taula de la Mare de Déu amb l'Infant i àngels (62 x 82). Datat el 1592 sobre la làpida de la sepultura, la seva tècnica de pinzellada lleugera i segura, que en algunes zones no arriba a cobrir l'emprimació, acusa influències venecianes, mentre al cànon allargat de Santa Leocàdia s'hi han vist influències d'El Greco.[25]
- Pintures al fresc de la cúpula de la capella de la Quinta de Mirabel, Toledo, que va ser vil·la del Cardenal Quiroga. En tres cercles concèntrics i amb abundants escorços, Blas de Prado va pintar cap a 1590 la Pentecosta a la zona inferior, escenes de Moisès i Salomó entre figures al·legòriques al segon cercle i al darrer cercle un cor d'àngels.[26]
- La Magdalena, en l'actualitat, no se sap on para. Apareix citat com a quadre de Blas de Prado de l'any 1599 entre els béns de la família Herrera i Peralta de Toledo i que s'ha atribuït a una fotografia existent a l'arxiu de Recuperació del museu del Prado amb el número 8601, la qual mostra a la Magdalena amb un rostre semblant al que presenta la santa Leocàdia de la pintura de Talavera de la Reina, quadre realitzat també en la mateixa data.[15]
- A Blas de Prado se li atribueix també un retrat d'El gran duc d'Alba ancià al Palau de Liria de Madrid, datat cap a 1581, amb influència de la pintura flamenca.[20]
- També se li atribueix el Retrat d'Alonso d'Escobar o Escobedo, al Museu d'Art de San Luis (Arizona, Estats Units). Es creu que aquest retrat fa parella amb un altre realitzat a la seva esposa Constanza de Rivera, marquesa de Poza, perdut en l'actualitat. El retrat té unes característiques pròpies de Blas de Prado i, a més, hi ha un document de l'any 1599 que demostra les relacions que va tenir Blas de Prado amb aquesta família i en el qual la marquesa de Poza donava en testament unes joies al pintor.[27]

### Dibuixos
Hi ha constància de la dedicació de Blas de Prado al dibuix gràcies a l'inventari dels béns que Juan Sánchez Cotán deixà a Toledo el 1603, en el qual es recollia un «llibret de dibuixos de Blas de Prado» a més a més d'alguns dibuixos sense especificar i un altre llibre «de Blas de Prado de Pintura» que podria ser un tractat de teoria artística perdut. Els dibuixos que actualment se li atribueixen, en la seva gran part a ploma i executats amb traç lleuger i nerviós com a estudis del natural, mostren la influència de Federico Zuccaro i la pintura italiana de cap a 1560.
De Prado té un important conjunt de dibuixos conservat als Uffizi de Florència i alguns més dispersos en museus i institucions, entre els quals figuren la Biblioteca Nacional de Madrid, el museu del Louvre i la Hispanic Society of America, fins a un total pròxim a les cinquanta peces.